# 38e division d'infanterie (Royaume-Uni)
Pour les articles homonymes, voir 38e division.
La 38e division d'infanterie (initialement la 43e division, plus tard, la 38e division et ensuite la 38e division d'infanterie de réserve) de l'armée britannique a été actif pendant les Première et Seconde Guerres mondiales. En 1914, la division est créée sous la forme de la 43e division de Herbert Kitchener de la New Army. La division est, à l'origine, destiné à faire partie d'un corps de 50 000 soldats gallois. Toutefois, l'affectation des recrues galloises à d'autres divisions militaires a fait échouer ce plan. La 43e est donc rebaptisée la 38e division le 29 avril 1915 et est affectée en France plus tard cette année. Elle arrive sur le continent avec une mauvaise réputation, considérée comme une formation politique qui est mal formée et mal conduite. Le baptême de la division par le feu est venu dans les premiers jours de la bataille de la Somme, où elle a capturé le bois de Mametz avec une perte de près de 4 000 hommes. Malgré cette réussite, la réputation de la division est affectée par un manque de communication entre les officiers supérieurs.
Un an plus tard, la 38e division mène une attaque réussie dans la bataille de Pilckem Ridge. Cette action fait alors forte impression à la hiérarchie supérieure de l'armée britannique. En 1918, au cours de l'offensive du printemps et de l'offensive des Cent-Jours, la division attaque plusieurs positions allemandes fortifiées. Elle traverse la rivière Ancre, franchi la ligne Hindenburg et des positions allemandes sur la rivière Selle, met fin à la guerre à la frontière belge et est considérée comme l'une des unités d'élite de l'armée britannique. La division n'a pas été choisie pour faire partie de l'occupation de la Rhénanie après la guerre et est démobilisé sur plusieurs mois. Elle cesse d'exister en juin 1919.
En mars 1939, à la suite de la montée en puissance de l'Allemagne et de leur occupation de la Tchécoslovaquie, l'armée britannique augmente le nombre de divisions au sein de l'armée territoriale en dupliquant les unités existantes. Sur le papier, la division est recréée en tant que 38e division d'infanterie, un duplicata de la 53e division d'infanterie. Elle n'est jamais déployée à l'étranger, ayant été limitée à des tâches nationales et à la défense du Royaume-Uni. En 1944, elle est démantelée et ses unités sont soit déployées ou brisées pour renforcer le 21e groupe d'armées en Normandie lors de l'opération Overlord. La 38e division est une seconde fois recréé le 1er septembre 1944, sous le nom de la 38e division d'infanterie de réserve, une formation d'entraînement qui reprend le rôle précédemment occupé par la 80e division d'Infanterie de réserve. Sous cette forme, la division achève la formation des recrues, qui sont ensuite expédiés à l'étranger comme renforts. À la fin de la guerre, la division est de nouveau démobilisée.

## Première Guerre mondiale

### Formation et entraînement

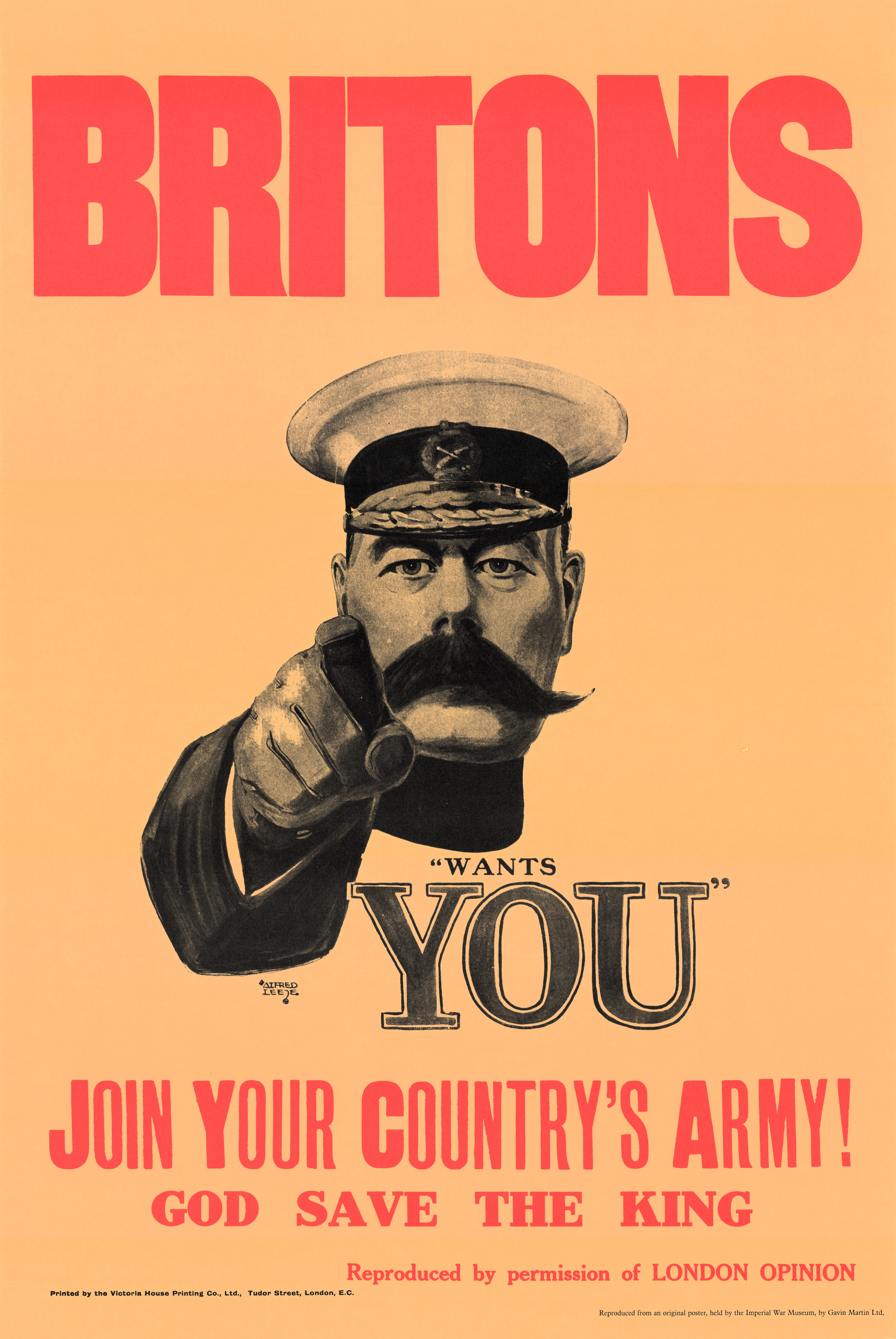
Affiche de recrutement pour la « First New Army »

La Première Guerre mondiale débute le 28 juillet 1914. Une semaine après, l'Allemagne envahit la Belgique. Le Royaume-Uni entre alors en guerre pour défendre le traité de Londres de 1839. Le corps expéditionnaire britannique est envoyé.Toutefois, le pays ne dispose pas des forces nécessaires pour une guerre prolongée envisagée par la direction militaire.
Le 5 août 1914, Herbert Kitchener est nommé secrétaire d'État à la guerre. Cette position permet à Kitchener un rôle largement indépendant au sein du cabinet de guerre. Son premier acte, le lendemain de sa nomination, est de demander l'approbation du Parlement pour augmenter la force de l'armée britannique de 500 000 hommes. Au cours des prochains jours, le Conseil de l'armée présente des plans pour l'expansion proposée de Kitchener. Le recrutement traditionnel sera utilisé pour étendre l'armée régulière, en contournant les associations de comté et évitant ainsi l'expansion de la Force territoriale. La première vague de recrus, à l'origine appelé la « New Expeditionary Force », devient la « First New Army ». L'historien Peter Simkins écrit que Kitchener tient la Force territoriale dans le mépris, la qualifiant de mal formées, et ce fut en partie pourquoi il met en place un système de recrutement parallèle. Simkins note que ce serait une « simplification grossière d'attribuer la décision de Kitchener simplement à ses préjugés et à son ignorance ». Si la Force territoriale avait été utilisée comme base pour l'expansion, il aurait été « submergé » et « temporairement incapable d'exercer ses fonctions », alors qu'une « force de défense territoriale viable » était nécessaire en raison de la menace d'une invasion allemande.
Le 19 septembre 1914, le chancelier de l'Échiquier David Lloyd George déclare publiquement qu'il « voudrais voir une armée galloise dans sur le champ de bataille ». Cette opinion obtient rapidement le soutien de politiciens et de Kitchener. Un corps d'armée galloise de deux divisions totalisant 50 000 hommes est alors approuvé le 10 octobre 1914. Les recrues doivent être des hommes du Pays de Galles ou des Gallois vivant à Liverpool, à Londres et à Manchester. La création du corps devient vite une source de litige entre Lloyd George et Kitchener et n'est jamais réalisé en raison d'un manque de recrues potentielles,,,. Llewelyn Wyn Griffith, un officier au sein de la division, déclare que « la population du Pays de Galles n'a pas suffi à soulever deux divisions complètes et toutes les unités du corps nécessaires ». À la fin de l'an 1914, il est décidé qu'une seule division serait soulevée. Les 10 000 hommes, qui avaient depuis rejoint le corps d'armée gallois, sont formés dans la 43e division de la Cinquième « Fifth New Army » de Kitchener,,. La division comprend les 113e, 114e et 115e brigades et est composé de bataillons de la « Royal Welsh Fusiliers », du « South Wales Borderers » et du « Welsh Regiment ». Le 19 janvier 1915, le major-général Ivor Philipps est assigné comme le premier commandant de la division. En mars, 20 000 hommes sont enrôlés et au cours des mois à venir, les premières unités atteignent leur pleine force. Malgré le recrutement permanent, le 30 juin 1915, 20 % des recrues ont été retirées du front, après avoir été démobilisées principalement pour des raisons médicales ou transférées à d'autres unités, laissant 27 836 hommes au sein du corps de la division galloise.

## Chefs de corps

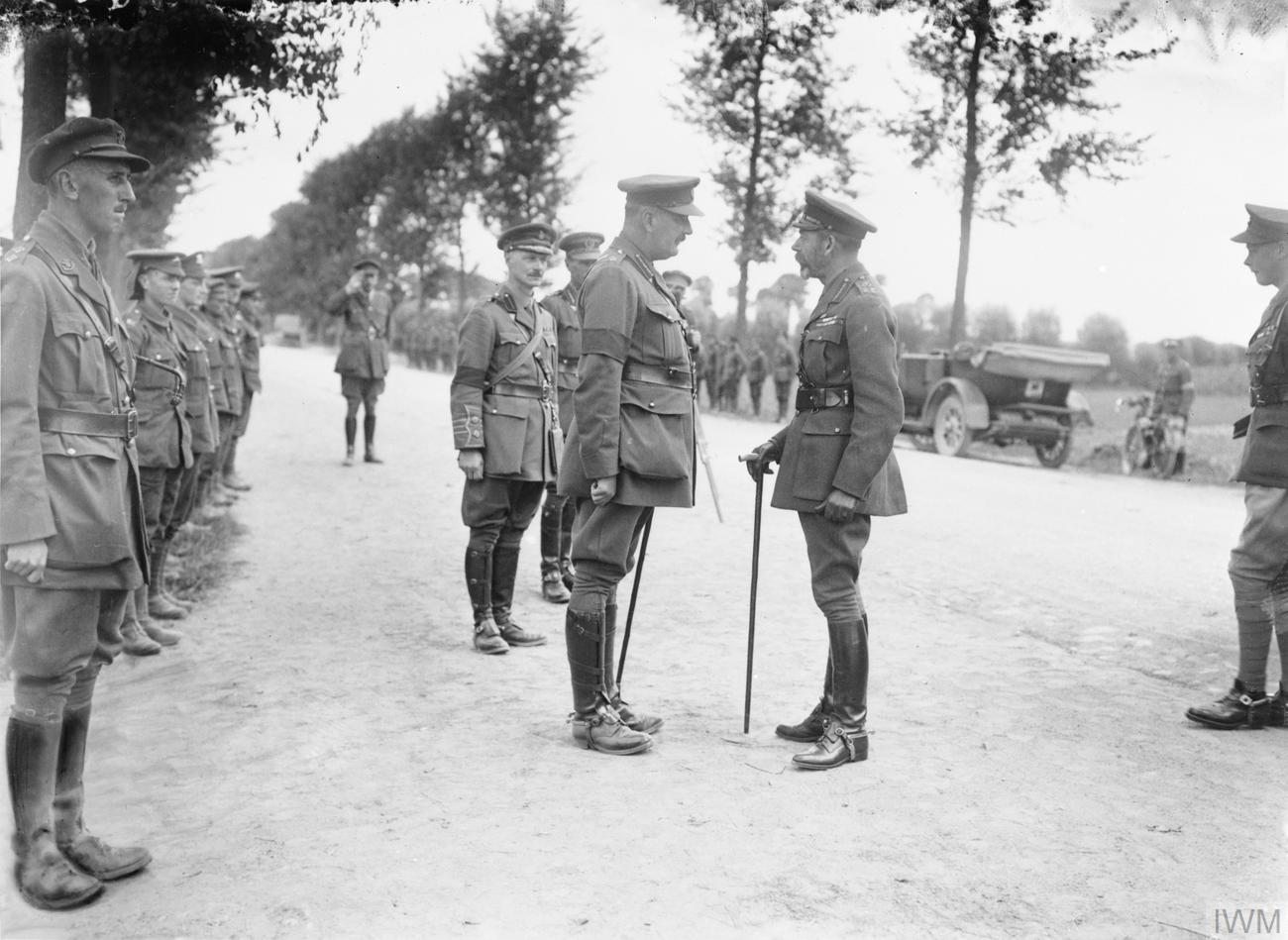
Le roi George V (à droite) conversant avec le Major-General Charles Blackader, Commandant de la 38e division d'infanterie du Royaume-Uni (38th (Welsh) Division), à Wormhout, le 13 août 1916. Les troupes de la Division sont alignées le long de la route.

- 19 janvier 1915 : Major General Ivor Philipps
- 9 juillet 1916 : Major-General Herbert Watts
- 12 juillet 1916 : Major-General Charles Blackader
- 22 octobre 1917 : Brigadier-general Ernest Alexander
- 17 novembre 1917 : Brigadier-General W. A. M. Thompson
- 22 november 1917 : Major-General C. G. Blackader
- 20 mai 1918 : Brigadier-General Henry Edward Rhys Pryce
- 23 mai 1918 : Major-General Thomas Cubitt
- 18 septembre 1939 : Major-General Geoffrey Raikes
- 11 mai 1940 : Major-General Aubrey Ellis Williams
- 28 octobre 1940 : Major-General Noel Irwin
- 7 novembre 1941 : Brigadier A. E. Robinson
- 15 novembre 1941 : Major-General Arthur Dowler
- 8 avril 1942 : Brigadier A. E. Robinson
- 23 avril 1942 : Major-General Donald Clunes Butterworth
- 1er septembre 1944 : Major-General Lionel Howard Cox

## Histoire
La division est créée au Pays de Galles en 1914.
- 1916 : Bataille de la Somme
- 1916 : Bataille de la crête de Bazentin
- 1917 : Bataille de Passchendaele
- 1918 : Offensive du printemps